# 徐文成
徐文成（？—？），男，中华人民共和国政治人物，曾任合肥钢厂废钢科党支部副书记，安徽省革命委员会副主任，第四届全国人大代表。